# Gerhard Richter (Kirchenhistoriker)
Gerhard Richter (* 16. August 1915 in Kostau; † 2012 oder 2013) war ein deutscher Kirchenhistoriker.

## Leben
Gerhard Richter, Sohn von Fritz Richter und Martha Richter, studierte von 1934 bis 1936 in Tübingen und von 1936 bis 1939 in Breslau (1939 erstes theologisches Examen, Promotion zum Dr. theol. in Breslau 1942 (Dissertation: Die Frömmigkeit des Valerius Herberger, Berichterstatter: Erhard Peschke), 1942 zweites theologisches Examen). Nach der Kriegsgefangenschaft (1944–1953) wurde er 1954 Pfarrer in München, 1954 Religionslehrer und 1960 Studiendirektor in Fürth. Nach der Habilitation 1962 wurde er 1962 Privatdozent für „Kirchengeschichte, insbesondere Geschichte der Theologie des christlichen Ostens“ in der Theologischen Fakultät der Universität Erlangen-Nürnberg und 1970 dort außerplanmäßiger Professor für Kirchengeschichte. Er wohnte zuletzt in Zirndorf.

## Schriften (Auswahl)
- Die Dialektik des Johannes von Damaskos. Eine Untersuchung des Textes nach seinen Quellen und seiner Bedeutung. Ettal 1964, OCLC 1271669999.
- Johannes von Damaskos: Philosophische Kapitel. Stuttgart 1982, ISBN 3-7772-8203-0.
- Theodoros Dukas Laskaris: Der natürliche Zusammenhang. Ein Zeugnis vom Stand der byzantinischen Philosophie in der Mitte des 13. Jahrhunderts. Amsterdam 1989, ISBN 256-90-0944-9.
- Oikonomia. Der Gebrauch des Wortes Oikonomia im Neuen Testament, bei den Kirchenvätern und in der theologischen Literatur bis ins 20. Jahrhundert. Berlin 2005, ISBN 3-11-016728-X.